# 赤松珠抄子
赤松珠抄子（あかまつ みさこ）は、広島県東広島市安芸津町出身の空間プランナー。ホリプロ所属。

## 人物
以下は、公式HPの内容より抜粋・再構成したものである。
千葉県立国府台高校～武蔵野美術大学卒業。出版社勤務を経て建築専門の別冊ムック「CASA BRUTUS」のスタッフとして携わる（現在刊行中の「Casa BRUTUS」とは無関係）。
1995年、自身の事務所・KiNG PROTEA（現・fynbos lab.）を設立。「王様のブランチ」（TBS）、「ジャスト」（TBS）などのテレビや「non-no」、「POPEYE」、「美しい部屋」などの雑誌で、コーナーや連載を持ち"お部屋改造ブーム"の仕掛け人となった。

## 著書
- 赤松珠抄子のGO!GO!インテリア、マガジンハウス、2002年7月
- 部屋は人を変える、幻冬舎、2003年5月
- なにがなんでも中古マンション、講談社、2004年5月
- 赤松珠抄子のHAPPYインテリアスタイル、学習研究社、2006年01月
- 自分でつくる、自分の家、アスペクト、2006年7月